# Preben Isaksson
Preben Isaksson (* 22. Januar 1943 in Kopenhagen; † 27. Dezember 2008 in Greve) war ein dänischer Bahnradsportler.
Preben Isakssons war in den 1960er Jahren einer der besten dänischen Bahnradsportler in den Ausdauerdisziplinen. Achtmal wurde er dänischer Meister in Einer- und Mannschaftsverfolgung. Bei den UCI-Bahn-Weltmeisterschaften 1962 in Mailand wurde er gemeinsam mit Kurt vid Stein, Kaj E. Jensen und Bent Hansen Vize-Weltmeister in der Mannschaftsverfolgung. Im Jahr darauf bei der UCI-Bahn-Weltmeisterschaften in Rocourt Dritter mit dem Bahn-Vierer, mit Hansen, vid Stein und Leif Larsen. Bei den Olympischen Spielen 1964 in Tokio errang Isaksson die Bronzemedaille in der Einerverfolgung. Bei den UCI-Bahn-Weltmeisterschaften 1965 wurde er Dritter in der Verfolgung.